# Ithomiola orpheus
Ithomiola orpheus is een vlindersoort uit de familie van de prachtvlinders (Riodinidae), onderfamilie Riodininae.
Ithomiola orpheus werd in 1851 beschreven door Westwood.